# Fran Escribá
Francisco Escribá Segura, detto Fran (Valencia, 3 maggio 1965), è un allenatore di calcio, dirigente sportivo ed ex calciatore spagnolo, di ruolo centrocampista.

## Carriera
Dopo essere stato assistente di Quique Sánchez Flores al Benfica e all'Atlético Madrid, nel 2012 diventa l'allenatore dell'Elche, che porta in massima serie già nel 2012-2013. Rimane sulla panchina della squadra spagnola per le due stagioni seguenti, l'ultima delle quali termina con la retrocessione.
Nel 2015-2016 diventa l'allenatore del Getafe, venendo esonerato nell'aprile 2016.
Nell'agosto 2016 sostituisce il dimissionario Marcelino sulla panchina del Villarreal.
Il 3 marzo 2019, dopo un lungo periodo senza squadra, diventa il nuovo allenatore del Celta Vigo firmando un contratto fino alla fine della stagione. Dopo avere ottenuto la salvezza, rinnova (precisamente il 22 maggio) il proprio contratto con il club galiziano fino al 2021, salvo poi venire esonerato il 3 novembre a causa degli scarsi risultati ottenuti.

## Statistiche

### Statistiche da allenatore
Statistiche aggiornate al 21 novembre 2021. In grassetto le competizioni vinte.
| Stagione          | Squadra           | Campionato        | Campionato | Campionato | Campionato | Campionato | Coppe nazionali | Coppe nazionali | Coppe nazionali | Coppe nazionali | Coppe nazionali | Coppe continentali | Coppe continentali | Coppe continentali | Coppe continentali | Coppe continentali | Altre coppe | Altre coppe | Altre coppe | Altre coppe | Altre coppe | Totale | Totale | Totale | Totale | % Vittorie | Piazzamento |
| Stagione          | Squadra           | Comp              | G          | V          | N          | P          | Comp            | G               | V               | N               | P               | Comp               | G                  | V                  | N                  | P                  | Comp        | G           | V           | N           | P           | G      | V      | N      | P      | %          | Piazzamento |
| ----------------- | ----------------- | ----------------- | ---------- | ---------- | ---------- | ---------- | --------------- | --------------- | --------------- | --------------- | --------------- | ------------------ | ------------------ | ------------------ | ------------------ | ------------------ | ----------- | ----------- | ----------- | ----------- | ----------- | ------ | ------ | ------ | ------ | ---------- | ----------- |
| 2012-2013         | Elche             | SD                | 42         | 23         | 13         | 6          | CR              | 1               | 0               | 0               | 1               | -                  | -                  | -                  | -                  | -                  | -           | -           | -           | -           | -           | 43     | 23     | 13     | 7      | 53,49      | 1°          |
| 2013-2014         | Elche             | PD                | 38         | 9          | 13         | 16         | CR              | 2               | 0               | 1               | 1               | -                  | -                  | -                  | -                  | -                  | -           | -           | -           | -           | -           | 40     | 9      | 14     | 17     | 22,50      | 16°         |
| 2014-2015         | Elche             | PD                | 38         | 11         | 8          | 19         | CR              | 4               | 1               | 1               | 2               | -                  | -                  | -                  | -                  | -                  | -           | -           | -           | -           | -           | 42     | 12     | 9      | 21     | 28,57      | 13°         |
| 2015-apr. 2016    | Getafe            | SD                | 32         | 7          | 7          | 18         | CR              | 2               | 1               | 0               | 1               | -                  | -                  | -                  | -                  | -                  | -           | -           | -           | -           | -           | 34     | 8      | 7      | 19     | 23,53      | Eson.       |
| 2016-2017         | Villarreal        | PD                | 38         | 19         | 10         | 9          | CR              | 4               | 1               | 2               | 1               | UCL+UEL            | 2+8                | 0+3                | 0+3                | 2+2                | -           | -           | -           | -           | -           | 52     | 23     | 15     | 14     | 44,23      | 5°          |
| lug.-ott. 2017    | Villarreal        | PD                | 6          | 2          | 1          | 3          | CR              | 0               | 0               | 0               | 0               | UEL                | 1                  | 1                  | 0                  | 0                  | -           | -           | -           | -           | -           | 7      | 3      | 1      | 3      | 42,86      | Eson.       |
| Totale Villarreal | Totale Villarreal | Totale Villarreal | 44         | 21         | 11         | 12         |                 | 4               | 1               | 2               | 1               |                    | 11                 | 4                  | 3                  | 4                  |             | -           | -           | -           | -           | 59     | 26     | 16     | 17     | 44,07      |             |
| mar.-giu. 2019    | Celta Vigo        | PD                | 12         | 4          | 4          | 4          | CR              | 0               | 0               | 0               | 0               | -                  | -                  | -                  | -                  | -                  | -           | -           | -           | -           | -           | 12     | 4      | 4      | 4      | 33,33      | Sub., 17°   |
| lug.-nov. 2020    | Celta Vigo        | PD                | 12         | 2          | 3          | 7          | CR              | 0               | 0               | 0               | 0               | -                  | -                  | -                  | -                  | -                  | -           | -           | -           | -           | -           | 12     | 2      | 3      | 7      | 16,67      | Eson.       |
| Totale Celta Vigo | Totale Celta Vigo | Totale Celta Vigo | 24         | 6          | 7          | 11         |                 | -               | -               | -               | -               |                    | -                  | -                  | -                  | -                  |             | -           | -           | -           | -           | 24     | 6      | 7      | 11     | 25,00      |             |
| feb.-giu. 2021    | Elche             | PD                | 17         | 5          | 3          | 9          | CR              | 0               | 0               | 0               | 0               | -                  | -                  | -                  | -                  | -                  | -           | -           | -           | -           | -           | 17     | 5      | 3      | 9      | 29,41      | Sub., 17°   |
| lug.-nov. 2021    | Elche             | PD                | 14         | 2          | 5          | 7          | CR              | 0               | 0               | 0               | 0               | -                  | -                  | -                  | -                  | -                  | -           | -           | -           | -           | -           | 14     | 2      | 5      | 7      | 14,29      | Eson        |
| Totale Elche      | Totale Elche      | Totale Elche      | 149        | 50         | 42         | 57         |                 | 7               | 1               | 2               | 4               |                    | -                  | -                  | -                  | -                  |             | -           | -           | -           | -           | 156    | 51     | 44     | 61     | 32,69      |             |
| Totale carriera   | Totale carriera   | Totale carriera   | 261        | 88         | 71         | 102        |                 | 13              | 3               | 4               | 6               |                    | 11                 | 4                  | 3                  | 4                  |             | -           | -           | -           | -           | 285    | 95     | 78     | 112    | 33,33      |             |

## Palmarès

### Allenatore

#### Competizioni nazionali
- Segunda División (Spagna): 1

Elche: 2012-2013